# 北関東皐月賞
北関東皐月賞（きたかんとうさつきしょう）は、宇都宮競馬場で行われていた地方競馬重賞競走 (G1)である。
北関東ダービー（2冠目）、北関東菊花賞（3冠目）とで「北関東三冠」を形成していた。

## 概要
2000年に「しもつけさつき賞」が廃止され、新たに「北関東皐月賞」として創設された。「北関東皐月賞」「北関東ダービー」「北関東菊花賞」の3レースで「北関東三冠」が確立され、「栃木三冠」が廃止された。また、第1回の1着賞金は600万円だった。
2004年にフジエスミリオーネが優勝（のちに北関東三冠達成）するも2005年3月に宇都宮競馬場が廃止となり、当競走も廃止となった。

## 歴代優勝馬
| 回数  | 施行日       | 優勝馬             | 性齢 | タイム | 優勝騎手 | 管理調教師 |
| ----- | ------------ | ------------------ | ---- | ------ | -------- | ---------- |
| 第1回 | 2000年5月7日 | カヌマオペラオー   | 牡3  | 2:05.9 | 佐々木泉 | 市沢初太   |
| 第2回 | 2001年5月6日 | メモリーフォーラム | 牡3  | 2:06.3 | 金井正幸 | 川嶋弘吉   |
| 第3回 | 2002年5月4日 | トウショウゼウス   | 牡3  | 2:06.9 | 鈴木正   | 中村憲和   |
| 第4回 | 2003年5月3日 | シルバーギャロップ | 牡3  | 2:09.9 | 山口竜一 | 田畑勝男   |
| 第5回 | 2004年5月3日 | フジエスミリオーネ | 牡3  | 2:09.0 | 平沢則雄 | 仁岸進     |

- 2000年以前の優勝馬の馬齢も現表記を用いる。